# Ewa Audykowska
Ewa Audykowska, znana również jako, Ewa Audykowska-Wiśniewska, Ewa Beata Wiśniewska (ur. 29 września 1971 w Środzie Śląskiej) – polska aktorka teatralna i filmowa.

## Życiorys
W 1997 roku ukończyła studia na Wydziale Aktorskim PWSFTviT w Łodzi. Od 1998 roku jest aktorką Teatru im. Stefana Jaracza w Łodzi.
W roku 1997 otrzymała II nagrodę oraz wyróżnienie II jury za rolę Skierki w "Balladynie" Juliusza Słowackiego w reżyserii Rafała Sabary na XV Festiwal Szkół Teatralnych (PWSFTViT Łódź).

## Filmografia
- 2002: Moje pieczone kurczaki jako Sabina, przyjaciółka Magdy
- 2002: A potem nazwali go bandytą jako Obsada aktorska
- 2004: Apetyt na miłość jako mama Radka (odc. 8)
- 2008: Londyńczycy jako Kasia, żona Jasia (odc. 12)
- 2008: 39 i pół jako Monika, dziennikarka radia "Zet" (odc. 10 i 12)
- 2010: Usta usta jako lekarka (odc. 12)
- 2010: Trzy uściski dłoni jako businesswoman
- 2010: Szpilki na Giewoncie jako barmanka Marysia (odc. 8)
- 2010–2011: Prosto w serce jako Ewa Ekert
- 2011: W imieniu diabła jako Katarzyna
- 2011: Ludzie Chudego jako lekarka (odc. 24)
- 2011: Komisarz Alex jako Alina Makowska, matka Natalii (odc. 8)
- 2012, 2016: Ranczo jako nauczycielka biologii
- 2012: Prawo Agaty jako żona Michałowskiego (odc. 28)
- 2012: Paradoks jako pani psycholog (odc. 7)
- 2012: Konstrukcja własna jako Irena
- 2014: Ojciec Mateusz jako Urszula Kubisz (odc. 153)
- 2014: Obywatel jako urzędniczka USC
- 2015: Na dobre i na złe jako Maria Brazel (odc. 604)
- 2016: Druga szansa jako doktor Nowacka (Seria II/odc. 13)
- 2020: Komisarz Alex jako Krystyna Pawelska (odc. 180)
- 2021: Ojciec Mateusz jako Jadwiga Iskierska (odc. 324)

Źródło: Filmpolski.pl.

## Teatr Telewizji
Wystąpiła w kilku spektaklach Teatru Telewizji. Zagrała m.in. rolę Magdaleny w spektaklu „Wieczernik” (2001).

## Odznaczenia
- 2013: Odznaka honorowa "Zasłużony dla Kultury Polskiej"[1]
- 2018: Brązowy Medal „Zasłużony Kulturze Gloria Artis”[1]
- 2024: Odznaka „Za Zasługi dla Miasta Łodzi”[3]